# Lazar Branković
Lazar Branković († 20. Februar 1458) war ein serbischer Despot aus dem Adelsgeschlecht Branković, der von 1456 bis 1458 regierte.
Er war der dritte Sohn des Despoten Đurađ Branković (ca. 1375–1456) und seiner Frau Eirene Kantakouzene (ca. 1400–1457). Während seiner Regierungszeit beherrschten die Osmanen den Großteil Serbiens. 

## Nachkommen
1446 heiratete Lazar in Smederevo Helena Palaiologina (ca. 1430–1474), Tochter von Thomas Palaiologos, Despot von Morea und Fürst von Achaia, und Caterina Zaccaria des Fürstentums Achaia.
Aus dieser Ehe gehen die folgenden Kinder hervor:
- Elena (Maria), Frau von Stjepan Tomašević,  letzter Despot von Serbien und von 1461 bis 1463 letzter König von Bosnien.
- Milica Branković, Frau von Leonardo III. Tocco, Despot von Arta.
- Jerina Branković, Frau von Gjon Kastrioti II., Sohn des Georg Kastrioti, genannt Skanderbeg, und Donika Arianiti.